# Troy Grosenick
Troy Grosenick (* 27. August 1989 in Brookfield, Wisconsin) ist ein US-amerikanischer Eishockeytorwart, der seit Juli 2024 bei den Minnesota Wild aus der National Hockey League (NHL) unter Vertrag steht und für deren Farmteam, die Iowa Wild, in der American Hockey League (AHL) spielt.

## Karriere

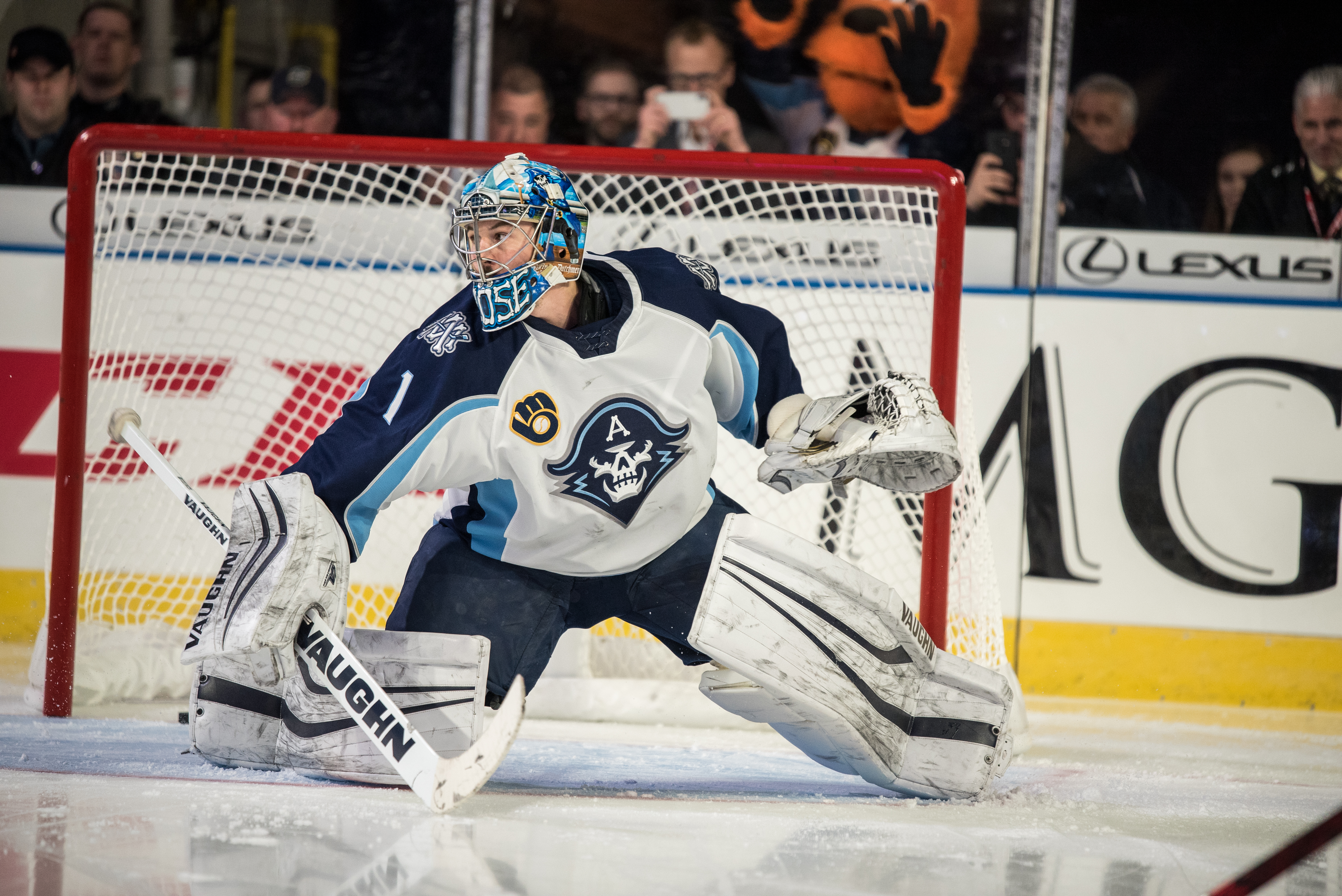
Grosenick im Trikot der Milwaukee Admirals (2019)

Grosenick spielte während seiner Juniorenzeit von 2008 bis 2010 für die Cedar Rapids RoughRiders in der United States Hockey League. Anschließend schrieb er sich am Union College im US-Bundesstaat New York ein, wo er zwischen 2010 und 2013 mit dem dort ansässigen Eishockeyprogramm zwei Meisterschaften der ECAC Hockey feiern konnte. Der Torwart selbst wurde während dieser Zeit mit zahlreichen individuellen Auszeichnungen geehrt und war im Frühjahr 2012 einer der drei Finalisten in der Auswahl um den Hobey Baker Memorial Award.
Ungedraftet nahmen ihn im April 2013 die San Jose Sharks aus der National Hockey League als Free Agent für ein Jahr unter Vertrag, den sie nur drei Monate später um weitere zwei Jahre verlängerten. Fortan spielte er die folgenden beiden Spielzeiten für deren Farmteam, die Worcester Sharks, aus der American Hockey League. Im Verlauf des Spieljahres 2014/15 kam Grosenick zu seinem Debüt in der NHL für die San Jose Sharks. Gleich bei seinem ersten Einsatz verbuchte er beim Sieg über die Carolina Hurricanes einen Shutout mit 45 abgewehrten Schüssen. Er verbesserte damit den bestehenden NHL-Rekord von André Gill aus dem Jahr 1967 um vier Schüsse. Seinen zweiten Einsatz gegen die Buffalo Sabres beendete er mit einer Niederlage.
Mit Beginn der Saison 2015/16 kam der US-Amerikaner bei den San Jose Barracuda aus der AHL zum Einsatz, wo er sich die Torhüterposition mit Aaron Dell teilte. Am Ende der Spielzeit 2016/17 wurde Grosenick ins AHL First All-Star Team gewählt und erhielt den Aldege „Baz“ Bastien Memorial Award als bester Torwart der Liga.
Im Februar 2018 gaben ihn die Sharks, ohne dass Grosenick einen weiteren NHL-Einsatz absolviert hatte, samt Brandon Bollig an die Nashville Predators ab, die im Gegenzug ein Sechstrunden-Wahlrecht für den NHL Entry Draft 2018 nach San Jose schickten. Mit deren Farmteam, den Milwaukee Admirals, gewann er am Ende der durch die Pandemie des Coronavirus verkürzen Saison 2019/20 die Macgregor Kilpatrick Trophy als bestes Team der regulären Spielzeit. Darüber hinaus errang er gemeinsam mit seinem Teamkollegen Connor Ingram den Harry „Hap“ Holmes Memorial Award als Duo mit den wenigsten Gegentoren, während er persönlich mit dem Yanick Dupré Memorial Award für sein gesellschaftliches Engagement geehrt wurde.
Nach etwas mehr als zwei Spielzeiten in Milwaukee wurde sein auslaufender Vertrag nach der Spielzeit 2019/20 nicht verlängert, sodass er sich im Oktober 2020 als Free Agent den Los Angeles Kings anschloss. Vor Beginn der Spielzeit 2020/21 sollte er im Januar 2021 über den Waiver in die AHL geschickt werden, wobei jedoch die Edmonton Oilers seinen Vertrag übernahmen. Einen Monat später gelangte er in gleicher Weise zurück zu den Los Angeles Kings, ohne in der Zwischenzeit ein Spiel absolviert zu haben. In LA beendete er die Saison und wechselte anschließend im Juli 2021 als Free Agent zu den Boston Bruins. Dort kam er im Verlauf des Spieljahres 2021/22 ausschließlich für den Kooperationspartner Providence Bruins zu Einsätzen. Im Juli 2022 wechselte er – abermals als Free Agent – in die Organisation der Philadelphia Flyers, ebenso wie im Juli 2023 zu den Nashville Predators und im Juli 2024 zu den Minnesota Wild.

## Erfolge und Auszeichnungen
| - 2010 Teilnahme am USHL All-Star Game - 2012 Whitelaw-Cup-Gewinn mit dem Union College - 2012 ECAC All-Tournament Team - 2012 ECAC First All-Star Team - 2012 ECAC Goaltender of the Year - 2012 NCAA East First All-American Team - 2013 Whitelaw-Cup-Gewinn mit dem Union College - 2013 ECAC All-Tournament Team - 2013 ECAC All-Tournament Team MVP | - 2017 Teilnahme am AHL All-Star Classic - 2017 AHL-Torwart des Monats Februar - 2017 AHL First All-Star Team - 2017 Aldege „Baz“ Bastien Memorial Award - 2019 Teilnahme am AHL All-Star Classic - 2020 Harry „Hap“ Holmes Memorial Award (gemeinsam mit Connor Ingram) - 2020 Yanick Dupré Memorial Award - 2022 AHL Second All-Star Team |

### Moderne NHL-Rekorde1
- Shutout mit den meisten abgewehrten Schüssen beim ersten Ligaeinsatz (45; 16. November 2014)

1 Moderne NHL-Rekorde werden seit 1944 aufgestellt, als die rote Mittellinie eingeführt wurde

## Karrierestatistik
Stand: Ende der Saison 2023/24
(Legende zur Torhüterstatistik: GP oder Sp = Spiele insgesamt; W oder S = Siege; L oder N = Niederlagen; T oder U oder OT = Unentschieden oder Overtime- bzw. Shootout-Niederlage; Min. = Minuten; SOG oder SaT = Schüsse aufs Tor; GA oder GT = Gegentore; SO = Shutouts; GAA oder GTS = Gegentorschnitt; Sv% oder SVS% = Fangquote; EN = Empty Net Goal; 1 Play-downs/Relegation; Kursiv: Statistik nicht vollständig)